# Kloster Les Châtelliers
Das Kloster Les Châtelliers (Beata Maria de Castellariis) ist eine ehemalige Zisterzienserabtei an der Grenze der Gemeinden Fomperron und Chantecorps im Département Deux-Sèvres, Region Nouvelle-Aquitaine, im Westen Frankreichs, rund 22 km südöstlich von Parthenay und rund 8 km westlich von Ménigoute. 

## Geschichte
Das Kloster wurde im Jahr 1118 als Benediktinerniederlassung am Ufer eines weiten Teichs und am Zusammenfluss der Bäche Andraudières und Vallouse von Géraud de Salles gegründet uns schloss sich 1163 als Tochterkloster der Primarabtei Clairvaux dem Zisterzienserorden an. Es genoss als Grabstätte von Géraud de Salles lange Zeit Verehrung und zog Pilger an. Die restaurierte Grangie Salette in Saint-Georges-de-Noisné mit einer teilweise erhaltenen Kapelle aus der Zeit um 1150 und dem sogenannten „Priorat“ sowie einem Taubenhaus ist erhalten. Im Hundertjährigen Krieg (1337–1453) und in den Hugenottenkriegen (1562–1598) wurde es teilweise zerstört, jedoch nach dem Jahr 1685 vollständig wiederhergestellt. In der Französischen Revolution fand es sein Ende und wurde, obwohl gegen Ende des 19. Jahrhunderts weitenteils noch gut erhalten, im 20. Jahrhundert (die letzten Reste der Kirche 1908, der Konventsgebäude 1933), abgebrochen. Seit der Zeit um 1880 fanden archäologische Untersuchungen statt.

## Bauten und Anlage

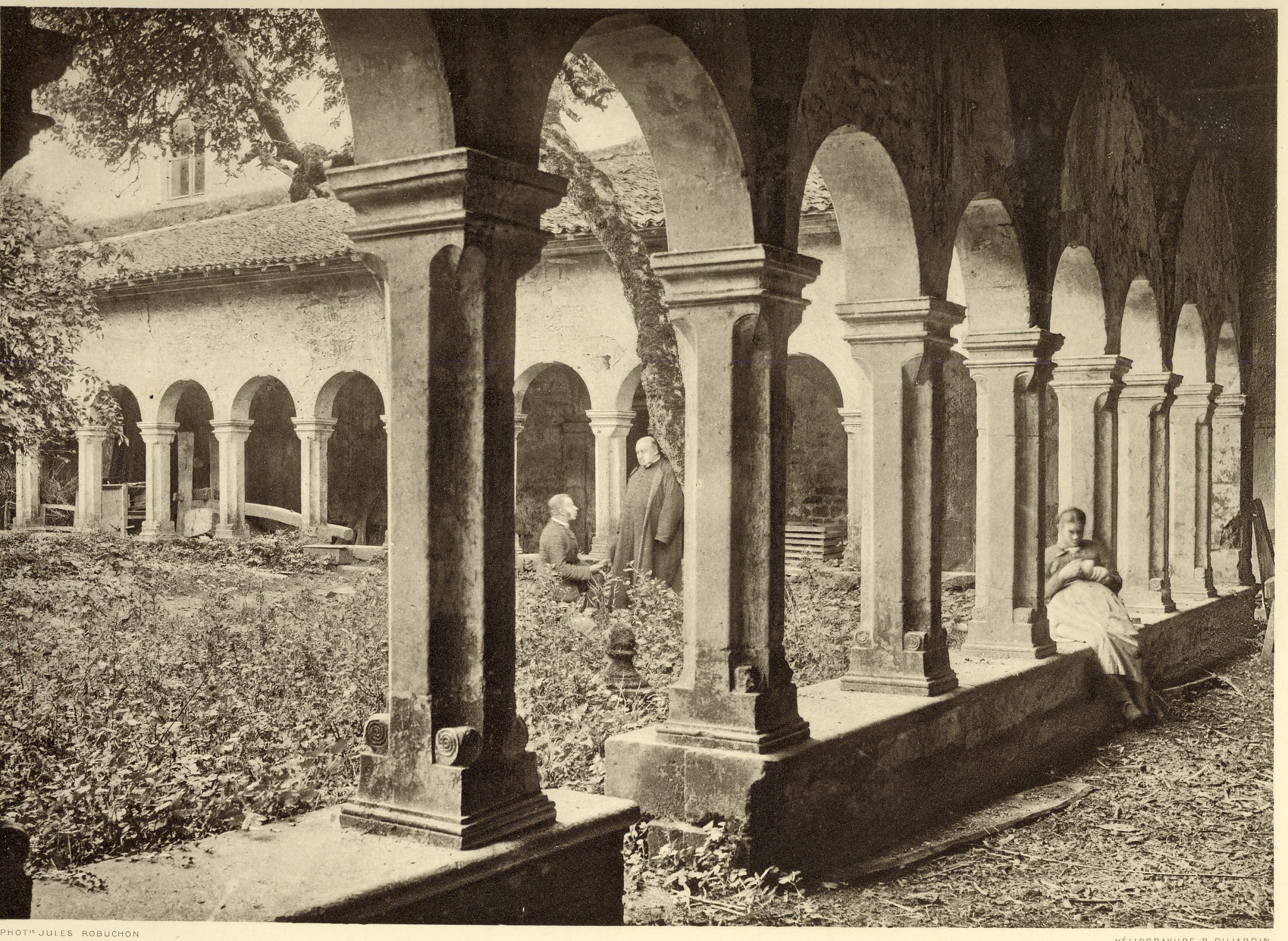
Kreuzgang (1930 abgebrochen, Aufnahme 1889)

Die rund 65 m lange und 25 m breite, flach geschlossene, kreuzförmige Klosterkirche, die 1156 geweiht und von 1249 bis 1277 erneuert und 1685 wieder geweiht wurde, lag im Norden der Anlage; die Konventsgebäude befanden sich südlich davon. Vier Ansätze von Kreuzrippengewölben sind in der Wand eines Stallgebäudes erhalten, das einstmals als Konversenkapelle gedient haben soll.

## Sonstiges
- Im Boden der früheren, nicht mehr existenten Kirche liegt das Grab von Marie d’Anjou, der im Jahr 1463 auf der Rückkehr von einer Pilgerfahrt nach Santiago de Compostela im Kloster verstorbenen Witwe des Königs Karl VII. und Mutter von König Ludwig XI.
- Eine der Glocken der Abtei befindet sich in der Kirche von Sainte-Néomaye.